# Celina Budzyńska

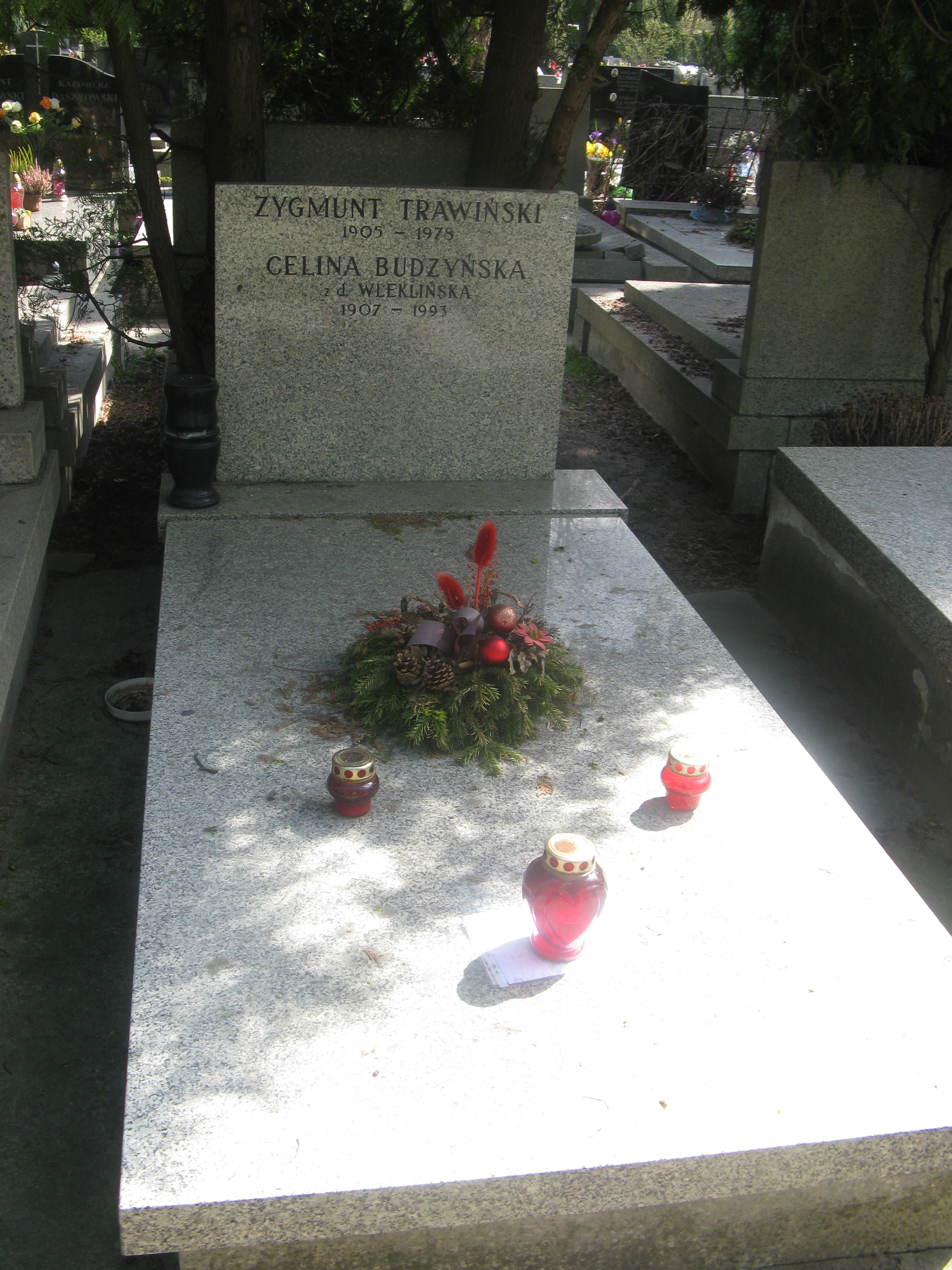
Grób Celiny Budzyńskiej na Cmentarzu Wojskowym na Powązkach

Celina Budzyńska z domu Wleklińska (ur. 15 lutego 1907 w Warszawie, zm. 1 lipca 1993 w Warszawie) – polska działaczka komunistyczna, zastępca członka KC PZPR (1952–1962), posłanka na Sejm PRL I kadencji.

## Życiorys
Pochodziła z rodziny o bogatych tradycjach rewolucyjnych i komunistycznych; była córką bojowca PPS Wacława i działaczki SDKPiL, siostrzenicą działacza SDKPiL i KPP Juliana Bruna, bratanicą Heleny Bobińskiej (żony działacza KPP Stanisława Bobińskiego) i Heleny (żony działacza komunistycznego Szczepana Rybackiego). Od 1923 w Związku Młodzieży Komunistycznej (w 1930 przemianowanego na Komunistyczny Związek Młodzieży Polski). W 1927 przez Wolne Miasto Gdańsk wyjechała do ZSRR, gdzie skończyła Komunistyczny Uniwersytet Mniejszości Narodowych Zachodu (KUMNZ), trzy lata studiowała w Wyższym Instytucie Pedagogicznym im. A. Hercena w Leningradzie.
W okresie „wielkiej czystki”, po aresztowaniu 10 czerwca 1937 przez NKWD męża Stanisława Budzyńskiego, również aresztowana w lipcu 1937 i skazana na 8 lat łagru jako członek rodziny wroga ludu. Zwolniona w 1945, wróciła do Polski. Należała do Polskiej Partii Robotniczej, od 1948 do Polskiej Zjednoczonej Partii Robotniczej, w latach 1952–1962 była zastępcą członka Komitetu Centralnego PZPR. Była dyrektorką Centralnej Szkoły PPR w Łodzi, a od 1948 do 1957 Centralnej Szkoły Partyjnej PZPR (do 1952 w Łodzi, następnie w Warszawie). Pełniła mandat posła na Sejm I kadencji (1952–1956). W latach pięćdziesiątych związana z „frakcją” puławian. W latach 70. XX w. współpracowała z KOR, później z „Solidarnością”. Po wprowadzeniu stanu wojennego wystąpiła z PZPR.
Autorka haseł w Polskim Słowniku Biograficznym i Słowniku biograficznym działaczy polskiego ruchu robotniczego.
Trzykrotnie zamężna. Jej pierwszym i trzecim mężem był działacz ZMK, KZMP i KPP Zygmunt Trawiński, dyrektor sowchozu „Komsomolec”, a drugim działacz SDKPiL i KPP Stanisław Budzyński.
Pochowana na wojskowych Powązkach (kwatera 35C-3-5).

## Publikacje autorstwa C. Budzyńskiej
- C. Budzyńska, Strzępy rodzinnej sagi, Wyd. ŻIH, Warszawa 1997, s. 527 (pośmiertnie wydane wspomnienia).
- C. Budzyńska, Bohdan Żołątkowski (1905–1941).
- C. Budzyńska, Ignacy Tom ps. „Janusz” (1902–1937).